# Außenpolitik Papua-Neuguineas

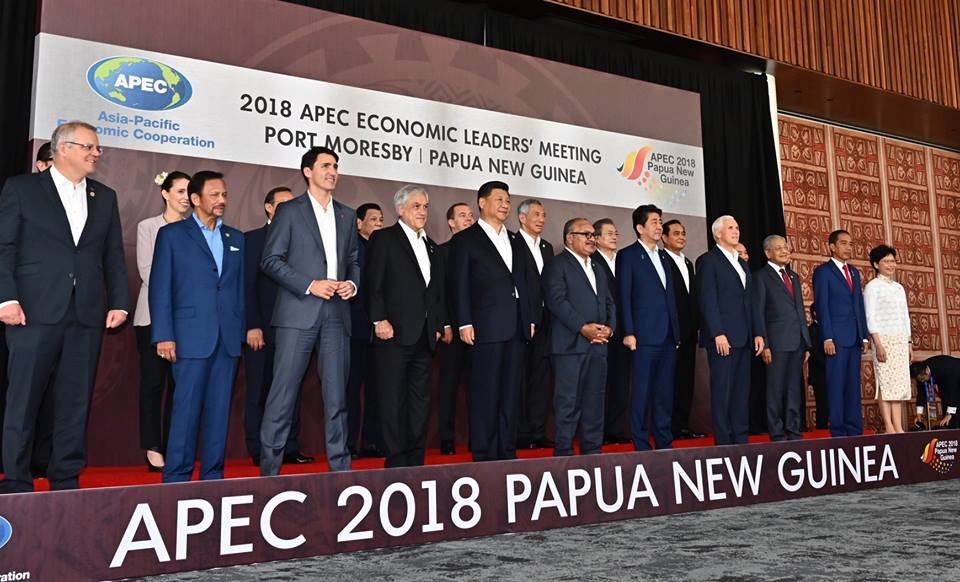
APEC 2018 in Papua-Neuguinea

Die Außenpolitik Papua-Neuguineas ist geprägt von engen Beziehungen zu Australien und anderen traditionellen Verbündeten sowie von kooperativen Beziehungen zu den Nachbarländern. Seine Ansichten zu internationalen politischen und wirtschaftlichen Fragen sind im Allgemeinen gemäßigt.
Papua-Neuguinea gehört einer Reihe regionaler Organisationen an, darunter das Forum der Asiatisch-Pazifischen Wirtschaftskooperation (APEC), das ASEAN-Regionalforum (ARF) (Papua-Neuguinea ist Beobachtermitglied der ASEAN), die Südpazifik-Kommission, das Pazifik-Insel-Forum, die Melanesische Speerspitzengruppe und das Regionale Umweltprogramm für den Südpazifik (SPREP).

## Geschichte

### 2023
Am 29. August kündigte der Premierminister von Papua-Neuguinea James Marape an, dass sein Land seine israelische Botschaft im umstrittenen Jerusalem eröffnen würde.

## Papua-Neuguinea und das Commonwealth of Nations
Papua-Neuguinea ist seit 1975 Mitglied des Commonwealth of Nations, als es gemäß dem Papua New Guinea Independence Act 1975 des australischen Parlaments seine Unabhängigkeit von Australien erlangte.